# No limit hold 'em
No limit hold 'em poker patří mezi karetní hry. Je to jedna z nejvíce hraných variant pokeru na celém světě. Tato verze pokeru se hraje ve 2–9 hráčích.
Hra se hraje s balíčkem 52 karet. Karty jsou zde ve 4 barvách (piky, káry, srdce, kříže). Jejich hodnota je od (2-A)

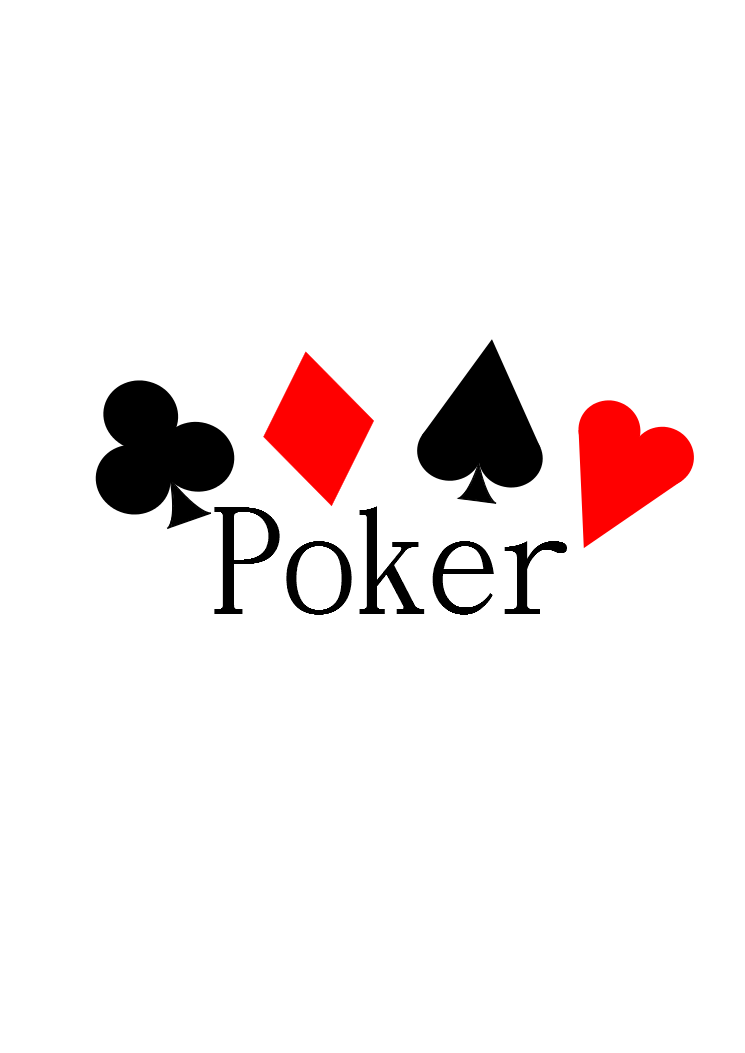
Barvy v Pokeru

## Vznik
Varianta Texas hold 'em vznikla na počátku 20. století.Vzhledem k tomu, že hra se poprvé hrála ve městě Robston v americkém státě Texas nese toto přízvisko. Tento druh pokeru se šířil po celé USA. Roku 1967 se No limit hold 'em dostal do Las Vegas. Po založení WSOP a po rozhodnutí jejich zakladatelů se usneslo že hlavní soutěž se bude hrát právě v této variantě. Nyní je tato verze pokeru nejrozšířenější vůbec.

## Pravidla
Hra je uzpůsobena pro 2-9 hráčů. Každý hráč dostane na začátku hry 2 karty od tzv. dealera. Tyto karty smí vidět pouze hráč sám.

Po tomto úvodním kole, kdy každý hráč drží v ruce své dvě karty se přechází ke hře. Jako první hraje hráč po levici toho kdo drží big blind.

Zde se každý hráč může rozhodnout zda vsadí základní částku, navýší, nebo se rozhodne, že jeho karty nejsou dost silné a rozhodne se karty složit.

Poté, co se na stole dorovnají sázky přichází na řadu opět dealer. Ten vyloží první tři společné karty na stůl (Flop). Hráči se poté mohou rozhodnout
 zda ty karty které jsou na stole s těmi co drží v ruce jsou dobré, či nikoliv. Následuje tedy další kolo kde se hráč rozhodne opět buď pro dorovnání, navýšení či
složení karet. Následují obdobně další 2 fáze. Dealer vyloží čtvrtou společnou kartu (Turn) a hráči opět sází. Jako poslední následuje vyložení páté karty (River).
 Po této kartě jsou na řadě finální sázky. Hráči následně poměří sílu své kombinace s ostatními. Hráč s nejsilnější kombinaci vyhrává Pot (celková částka na stole).

## Výherní Kombinace
V pokeru existuje 10 výherních kombinací. Výhry dosáhne ten, kdo bude mít vyšší výherní kombinaci. Pokud se na konci hry stane, že dva hráči mají totožnou sílu výherní kombinace, tak se částka rozdělí mezi tyto hráče 50/50.
Kombinace – od nejslabší po nejsilnější
Přehled jak jdou výherní kombinace po sobě. V závorce za popisem je vždy uveden příklad.

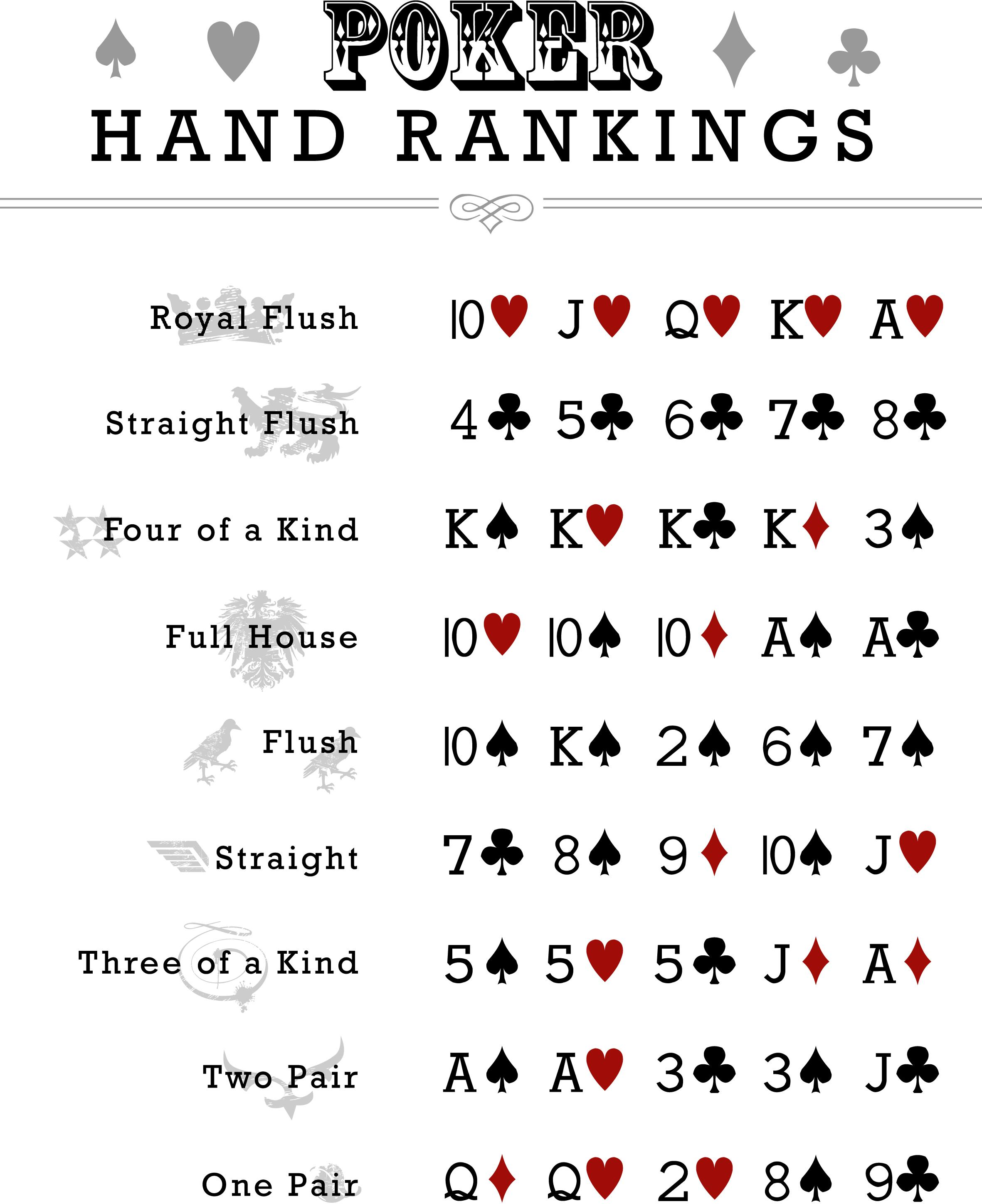
Výherní kombinace (pokersheet)

I. Nejvyšší karta – Nejvyšší karta co hráč drží na ruce. Pokud máte v ruce např. 8 a 10 bude se vám počítat jako nejvyšší karta 10.
II. Jeden pár – Jeden pár vytvořený buď 1 společnou kartou a kartou co má hráč v ruce, nebo 2 karty v ruce. (10,10)
III. Dva páry – Obdobné jako u One pair, pouze jsou páry 2. (10,10 a 9,9)
IV. Tři páry – Stejný systém jako ostatní páry, nicméně jsou 3. (10,10,10)
V. Postupka – 5 po sobě jdoucích karet v nejméně dvou různých barvách. (4,5,6,7,8)
VI. Barva – 5 libovolných karet o stejné barvě
VII. Fullhouse – 3 karty se stejnou hodnotou spolu se 2 kartami (jiné) stejné hodnoty. (10,10,10 a 7,7)
VIII. Poker – Poker by se dal také jinak nazvat čtveřice. Tím pádem je systém stejný jako u všech předchozích párů. (10,10,10,10)
IX. Postupka v barvě – 5 po sobě jdoucích karet stejné barvy
X. Královská postupka – Královská postupka začínající kartou 10 a končící A (10,J,Q,K,A)

## Sázky NO LIMIT
Pozice hráče u stolu při Texas hold 'em pokeru je velmi důležitá. Před hrou se skládají tzv. sázky na slepo. Tyto sázky skládají vždy u stolu 2 hráči (Small blind a Big blind). Small Blind je vždy poloviční od Big Blindu. Pokud tedy Small Blind bude např. 1 dolar, tak Big Blind bude činit dolary 2. Po těchto povinných sázkách před hrou se rozdají hráčům karty. Po rozdání karet hraje hráč nalevo od Big Blindu. Pořadí sázek probíhá po směru hod. ručiček. Hráč má na výběr ze 3 možností – 1. karty složit a v tomto kole dále nepokračovat 2. dorovnat na částku 2 dolarů, které jsou na stole jako povinné minimum vkladu 3. zvýšit na libovolnou sumu. Toto učiní každý hráč. Pokud by některý hráč zvýšil musí ostatní hráči opět minimálně dorovnat danou částku. Poté, co se sázky sjednotí vyloží dealer na stůl 3 spol. karty. Zde se 1. hráč co bude po vyložení karet hrát rozhodne mezi 2 možnostmi 1. nezvýšit, ale pouze zaklepáním do stolu tzv. (check) hru přesunout na dalšího hráče 2. navýšit o libovolnou částku. Pokud tento hráč navýší, všichni hráči po něm se rozhodují stejně jako v 1. kole sázek. Takto sázení pokračuje až do konce, kdy se na stůl vyloží poslední karta a hráči poměří sílu své výherní kombinace.